# 韩国第二军
第2軍（：／），是韓國陸軍的一個軍級單位，隸屬於第一野战军，隊名「雙龍部隊」（쌍용부대）。

## 历史
第2軍成立于1950年7月24日，釜山防衛戰之前。
第二军序列中曾包括第一步兵师和第六步兵师。 
在1950年7月到9月的釜山环形防御圈战斗中，该军司令部设立于咸昌邑。
其軍部现在设立在春川市。

## 組織架构
第2軍軍部，春川
- 第7步兵師（朝鲜语：대한민국 7보병사단）（七星部队）
  - 指挥部与战斗团队驻扎，华川郡
  - 第3步兵团
  - 第5步兵团
  - 第8步兵团
  - 师属炮兵团
- 第15步兵師（朝鲜语：대한민국 15보병사단）（勝利部队）
  - 指挥部与战斗部队驻扎华川郡
  - 第38步兵团，铁原郡
  - 第39步兵团，华川郡
  - 第35步兵团，华川郡
  - 师属炮兵团
- 第27步兵师（朝鲜语：대한민국 27보병사단）（共贏部队）
  - 指挥部与战斗部队驻扎华川郡
  - 第77步兵团
  - 第78步兵团
  - 第79步兵团
  - 师属炮兵团
- 第2工兵旅
- 第2炮兵旅
- 第102情報通信群（102정보통신단）
  - 721通信营
  - 722通信营
- 第702特攻團（朝鲜语：대한민국 특공대）
- 第302警備團（302경비연대）
- 军属医院，春川
- 营指挥部，指挥部
  - 師部與師部連